# آداسور
آداسور (نام علمی: Adasaurus) (به معنی سوسمار آدا)، یک دایناسور ددپایای گوشت‌خوار مربوط به دوره کرتاسه پسین می‌باشد. ۲ متر طول و ۱۵ کیلوگرم وزن داشت‌است. سنگوارهٔ آداسور در مغولستان کشف شده‌است و در سال ۱۹۸۳ به وسیله رنیکن بارسبولد نام‌گذاری شد. گونه خاص این جنس آداسور مونگولینسیس نام دارد.